# Municipio de Lewis Fork
El municipio de Lewis Fork (en inglés: Lewis Fork Township) es un municipio ubicado en el  condado de Wilkes en el estado estadounidense de Carolina del Norte. En el año 2010 tenía una población de 1.585 habitantes.

## Geografía
El municipio de Lewis Fork se encuentra ubicado en las coordenadas 36°8′49.47″N 81°18′59.33″O / 36.1470750, -81.3164806.